# 青葉台 東急フードショー
- 東急百貨店 > 東急フードショー > 青葉台 東急フードショー
- 東急モールズデベロップメント > 青葉台東急スクエア > 青葉台 東急フードショー

青葉台 東急フードショー（あおばだい とうきゅうフードショー）は、青葉台東急スクエア（South-1 本館 地下1階）にある東急百貨店直営の食品売場。
いわゆるデパ地下であり、全国百貨店共通商品券も使用できる。TOKYUポイント加盟店。
この場所は旧:青葉台東急百貨店の本館地下1階で、百貨店としての営業が終了後も、そのまま「青葉台東急百貨店・食品売場」として営業していたが、2000年（平成12年）11月の青葉台東急スクエアの第一期開業時に「FOOD PATIO レ・シ・ピ青葉台」に改称｡
2018年11月9日に「青葉台 東急フードショー」としてリニューアルオープンした。
また、東急百貨店と東急ストアが展開するグロッサリー（食料品雑貨）売場の新業態の1店舗目である。